# Napoleonsberg (Düsseldorf)

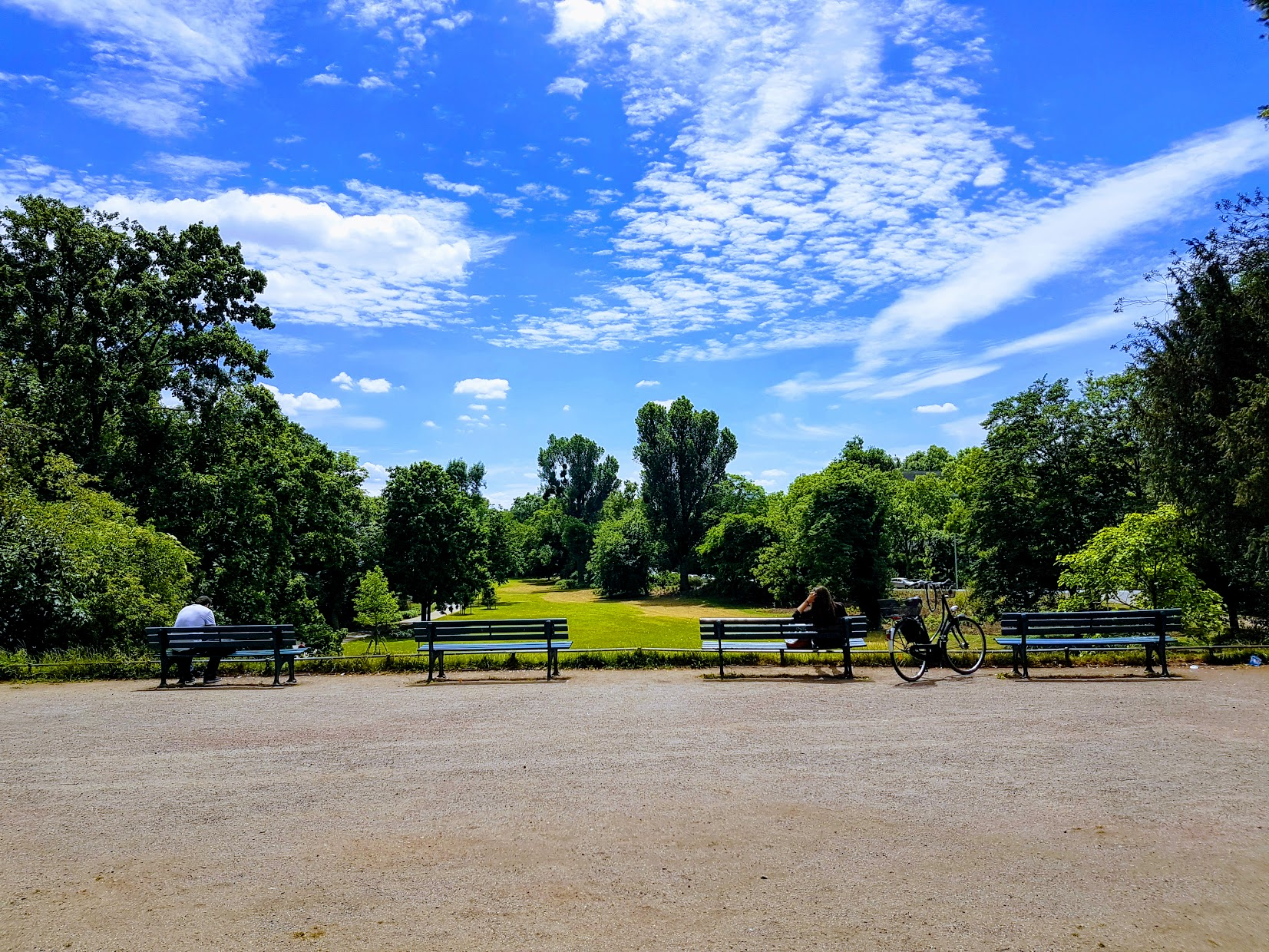
Blick vom Napoleonsberg auf Rasenflächen im Hofgarten von Düsseldorf, 2017

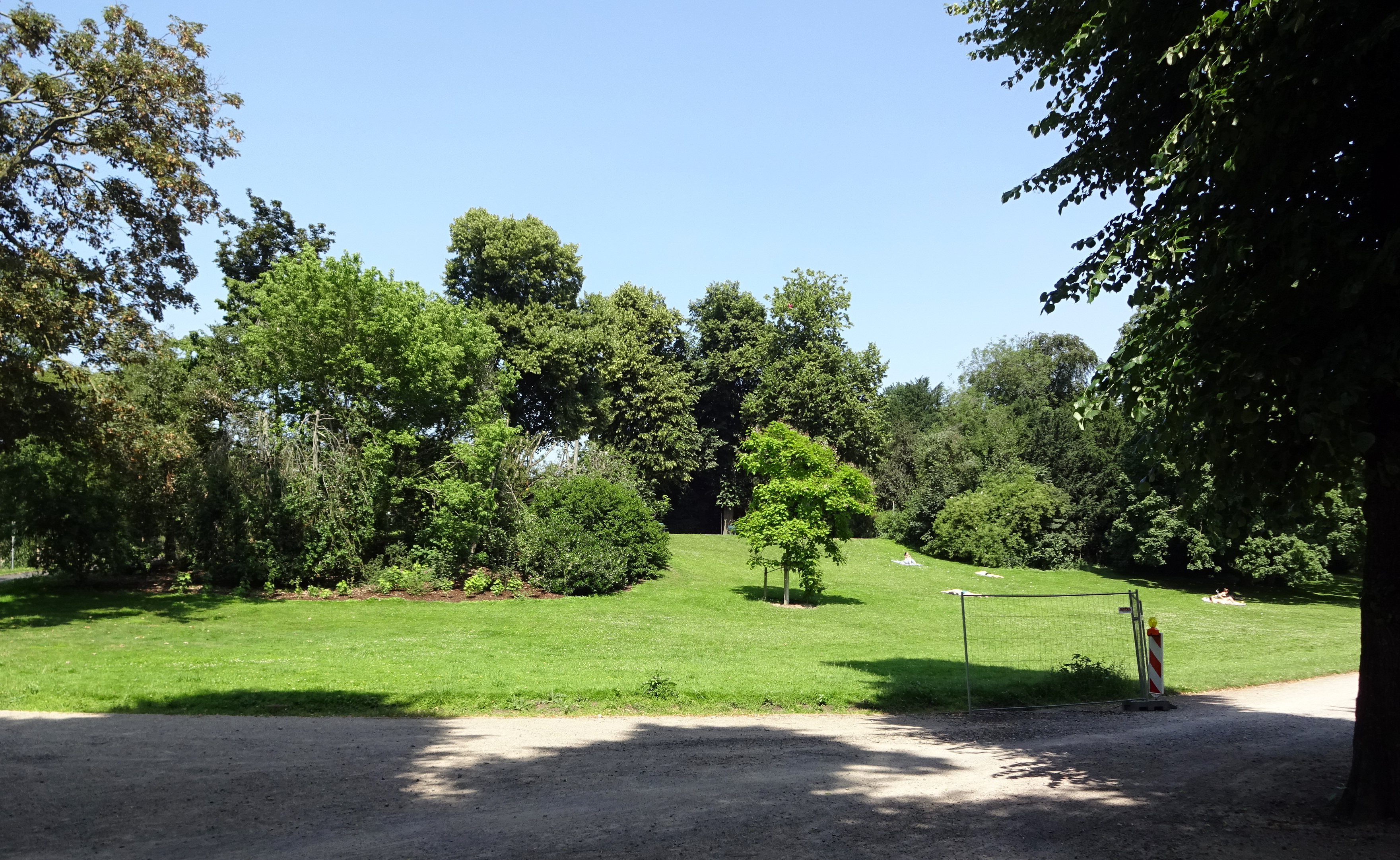
Napoleonsberg, Blick von Südwesten, 2018

Der Napoleonsberg ist ein aufgeschütteter Berg im Hofgarten von Düsseldorf. Benannt ist die Anhöhe nach dem französischen Kaiser Napoleon I., der 1811 kurz nach einem Staatsbesuch in Düsseldorf in seiner Eigenschaft als Regent des Großherzogtums Berg durch ein „Verschönerungsdekret“ die fiskalische Grundlage für die Erweiterung und den Ausbau des Hofgartens zu einem Englischen Landschaftsgarten schuf. Innerhalb dieser historischen Parkanlage hat der Napoleonsberg die Funktion eines landschaftlichen Gestaltungselements und eines Aussichtspunkts. Ursprünglich konnte der Blick von dort weit über die durch Verschönerungsmaßnahmen aufgewertete Stadtlandschaft schweifen, insbesondere über offene Rasenflächen des Hofgartens auf das Ratinger Tor, auf den damaligen Boulevard Napoleon und die Stadtsilhouette des frühen 19. Jahrhunderts. Geschlossene Gehölzstrukturen mit großkronigen Bäumen, die vor allem am Fuß und entlang der Hofgartenrampe aufwuchsen, begrenzen heute den Blick.  

## Geschichte

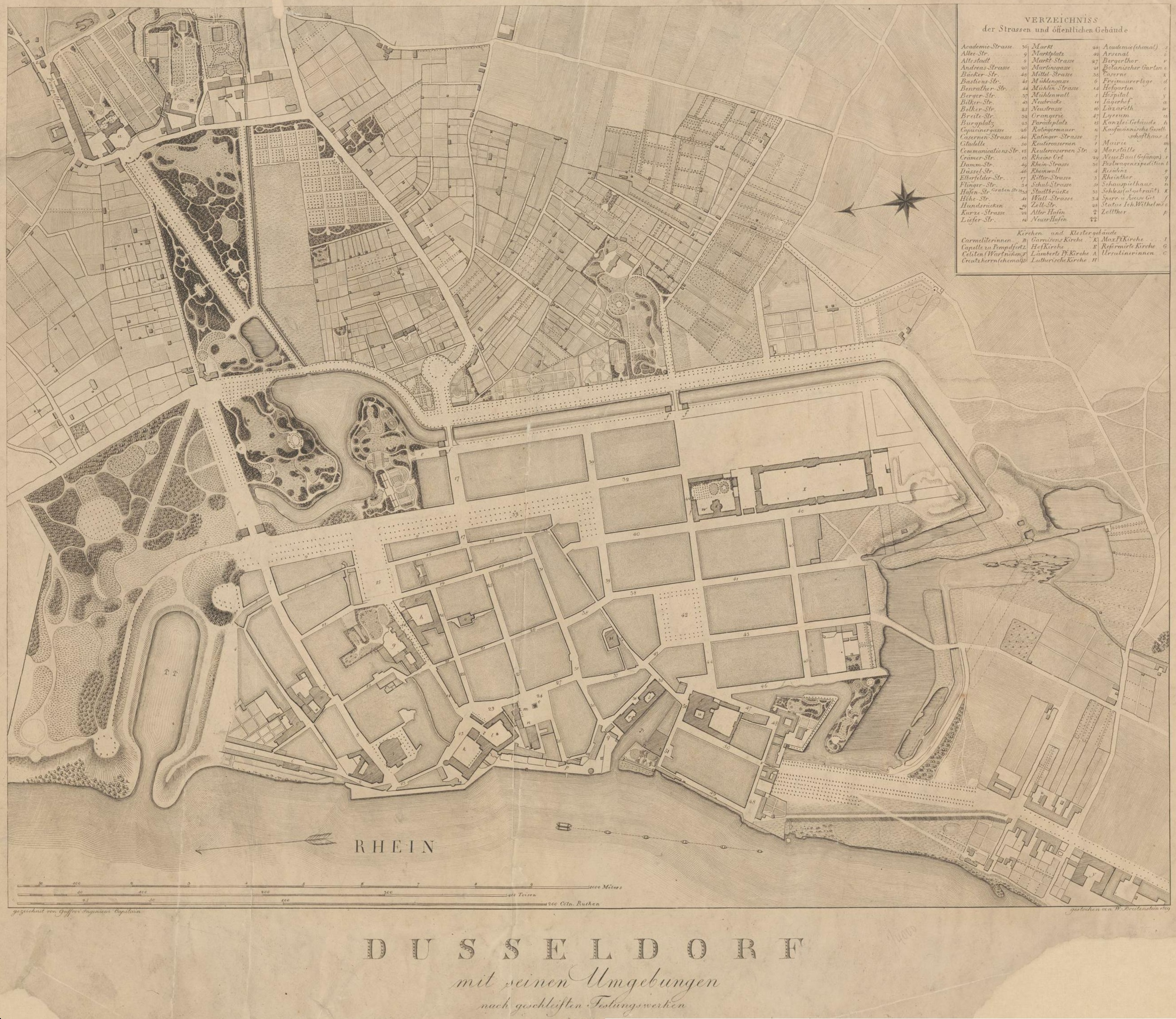
Düsseldorf mit seinen Umgebungen nach geschleiften Festungswerken, städtebaulicher Plan zur Niederlegung der Stadtbefestigung und Umgestaltung der Flächen, 1809: Der Plan zeigt die Erweiterung des Hofgartens bis zum Rhein, darin eingebettet der projektierte Napoleonsberg und die ersten Umrisse eines geplanten Sicherheitshafens.

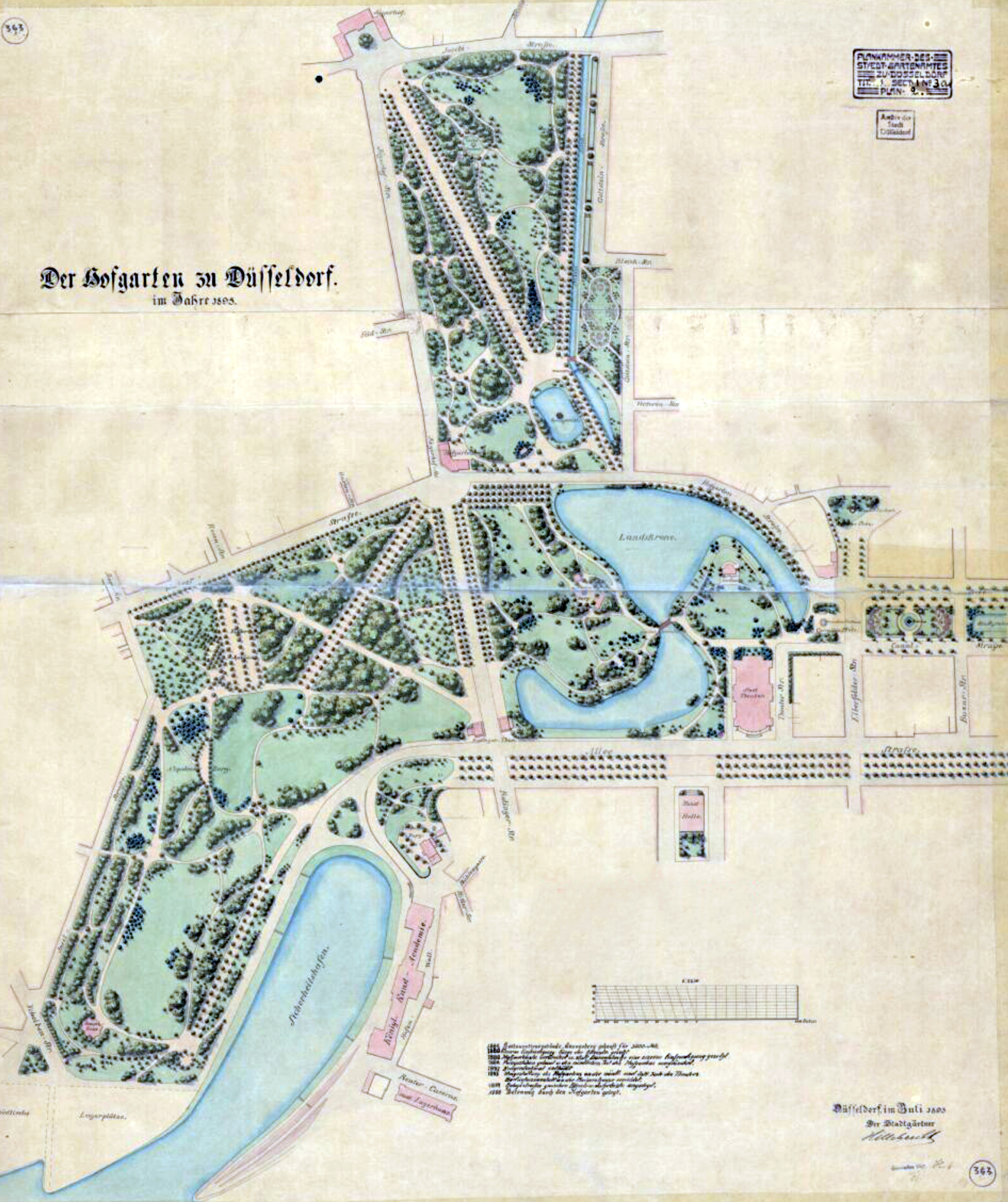
Der Hofgarten zu Düsseldorf im Jahre 1895: Der Gartenplan des Stadtgärtners Heinrich Hillebrecht zeigt den realisierten Napoleonsberg mit seinen Bepflanzungen am Ende des 19. Jahrhunderts.

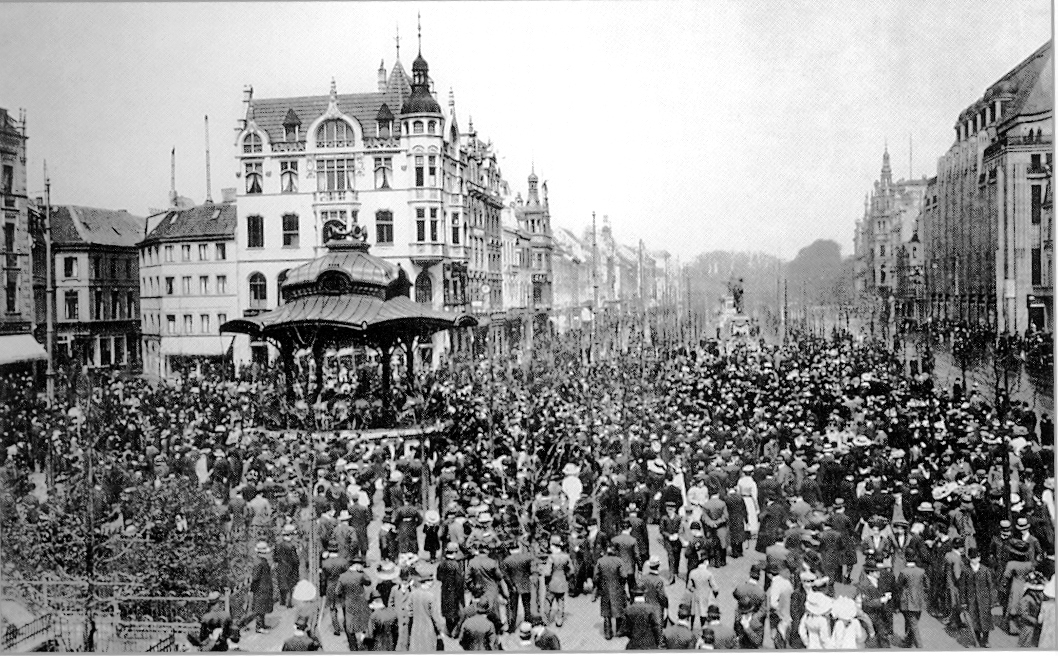
Napoleonsberg als Point de vue der Alleestraße, Foto um 1910

Noch bevor durch Artikel VI des Friedens von Lunéville zwischen dem Heiligen Römischen Reich und Frankreich am 9. Februar 1801 festgelegt wurde, dass die im Ersten Koalitionskrieg schwer demolierte Festung Düsseldorf nicht wiederhergestellt werden durfte, hatten Planer unter Franz Karl Joseph Anton von Hompesch zu Bolheim auf Wunsch des Landesherrn Maximilian ein städtebauliches Konzept für eine neue Nutzung des Festungsgeländes entwickelt. Dieses Konzept sah neben der Umgestaltung und Verschönerung der Stadt durch Erweiterung des Hofgartens sowie durch Esplanaden und von der Düssel gespeiste neue Gewässer (Allee an der Landskrone, Stadtgraben, Neuer Hofgarten) auch die Anlage eines Neuen Hafens am Rhein auf der Nordseite der Stadt vor.
Dieser Hafen, Sicherheitshafen genannt, sollte den alten Hafen ersetzen, der sich ab dem 16. Jahrhundert im Bereich der Hafenstraße – zwischen Altstadt und Zitadelle – erstreckte. Die technischen Planungen, die zum Bau der neuen Anlagen notwendig waren, entwickelten – seit dem 28. Januar 1802 in einer „Commission für die Leitung der Bebauungs-Angelegenheiten“ unter dem Hofrat Georg Arnold Jacobi – der Hofbaumeister Kaspar Anton Huschberger, der Ingenieur-Hauptmann F. H. von Douwe (auch van Douwen) und der Wasserbaumeister Christian Wilhelm G. Bauer. 1803/1804 trat zu diesem Planerteam der Gartenarchitekt Maximilian Friedrich Weyhe hinzu, der die Planungen in ein Schema des Englischen Landschaftsgartens einbettete. Die Planungen wurden fortgeführt, als Maximilian das Herzogtum Berg samt dessen Hauptstadt Düsseldorf 1806 an den französischen Kaiser Napoleon übertrug, der die Souveränität über das Territorium seinerseits an seinen Schwager Joachim Murat und 1809 an seinen minderjährigen Neffen Napoléon Louis Bonaparte weiterreichte.
Als Napoleon, seit 1808 Regent des Großherzogtums Berg, die bergische Hauptstadt im November 1811 persönlich bei einem Staatsbesuch besichtigte, wurden mit ihm auch die Pläne zur städtebaulichen Umgestaltung Düsseldorfs besprochen. Kurz nach seiner Visite erließ Napoleon am 17. Dezember 1811 das sogenannte „Verschönerungsdekret“. In diesem Dekret wurden unter anderem neben der Erweiterung des Hofgartens der Bau des Sicherheitshafens binnen zweier Jahre, die dazu notwendigen Finanzmittel (aus der Grundsteuer des Großherzogtums Berg) und die Übertragung des Geländes an die Stadt Düsseldorf verfügt.
Die Ausschachtungsarbeiten für das Hafenbecken nahmen „französische Galeerensklaven“ vor. Das Bodenmaterial, das beim Aushub des Hafenbeckens anfiel, nutzte Weyhe zu gartenarchitektonischen Geländemodellierungen. Außer einer kleinen Anhöhe nahe dem Rheinufer, die den Namen Schöne Aussicht erhielt, ließ er den Napoleonsberg aufschütten. Um den Berg imposanter erscheinen zu lassen, ließ er auf dessen Plateau Ulmen pflanzen, die später eine beträchtliche Wuchshöhe erreichten.
Berge dienten in Englischen Landschaftsgärten nach der im deutschsprachigen Raum von Christian Cay Lorenz Hirschfeld verbreiteten zeitgenössischen Gartentheorie dazu, Aussichtspunkte für Spaziergänge zu schaffen, durch die die Umwelt im Sinne der Gefühls- und Gedankenwelt der Empfindsamkeit und Romantik wahrzunehmen war. Weyhe konzipierte die Lage des Napoleonsbergs und seiner Aussichtsplattform dabei so, dass sich für den Betrachter eine Aussicht bot, in der die neue Gartenlandschaft des Hofgartens mit der biedermeierlichen, klassizistisch geprägten Stadtlandschaft Düsseldorfs zu einer malerischen Einheit verschmolz. Den Prototyp eines Landschaftsgartens, in dem die Aussicht auf die Stadtlandschaft einen Hauptgesichtspunkt für den Gartenentwurf bildete, hatte Weyhe mit dem Lousberg-Park in Aachen kurze Zeit zuvor bereits entwickelt.
Um 1900 waren die von Weyhe vorgesehenen Ulmen auf dem Napoleonsberg zu stattlicher Größe herangewachsen. Gleichzeitig war aber der Blick über Rasenflächen auf die damalige, mit Bäumen und zahlreichen Denkmälern geschmückte Alleestraße noch nicht durch Baumwuchs verstellt, so dass sich dem Betrachter nach einem zeitgenössischen Bericht ein „Stadtbild von seltener Schönheit“ bot.
1953 wurde am Plateau-Rand des Napoleonsberges der westliche Aufgang durch eine Denkmalanlage zur Erinnerung an Heinrich Heine eingefasst. Diese Anlage, die auf eine Spende des Kunstvereins für die Rheinlande und Westfalen zurückgeht und von dem Düsseldorfer Bildhauer Ivo Beucker konzipiert wurde, besteht aus einer von einer Treppe gesäumten Natursteinmauer sowie einem Natursteinpodest, auf dem die Bronzefigur Harmonie des Bildhauers Aristide Maillol steht. In die Natursteinmauer sind Inschriften eingemeißelt, die sich auf Heine und das Thema der Figur Maillols beziehen. Außerdem wurde in die Mauer ein Medaillon mit dem Profil Heinrich Heines eingelassen, das Ivo Beucker 1952 geschaffen hatte.

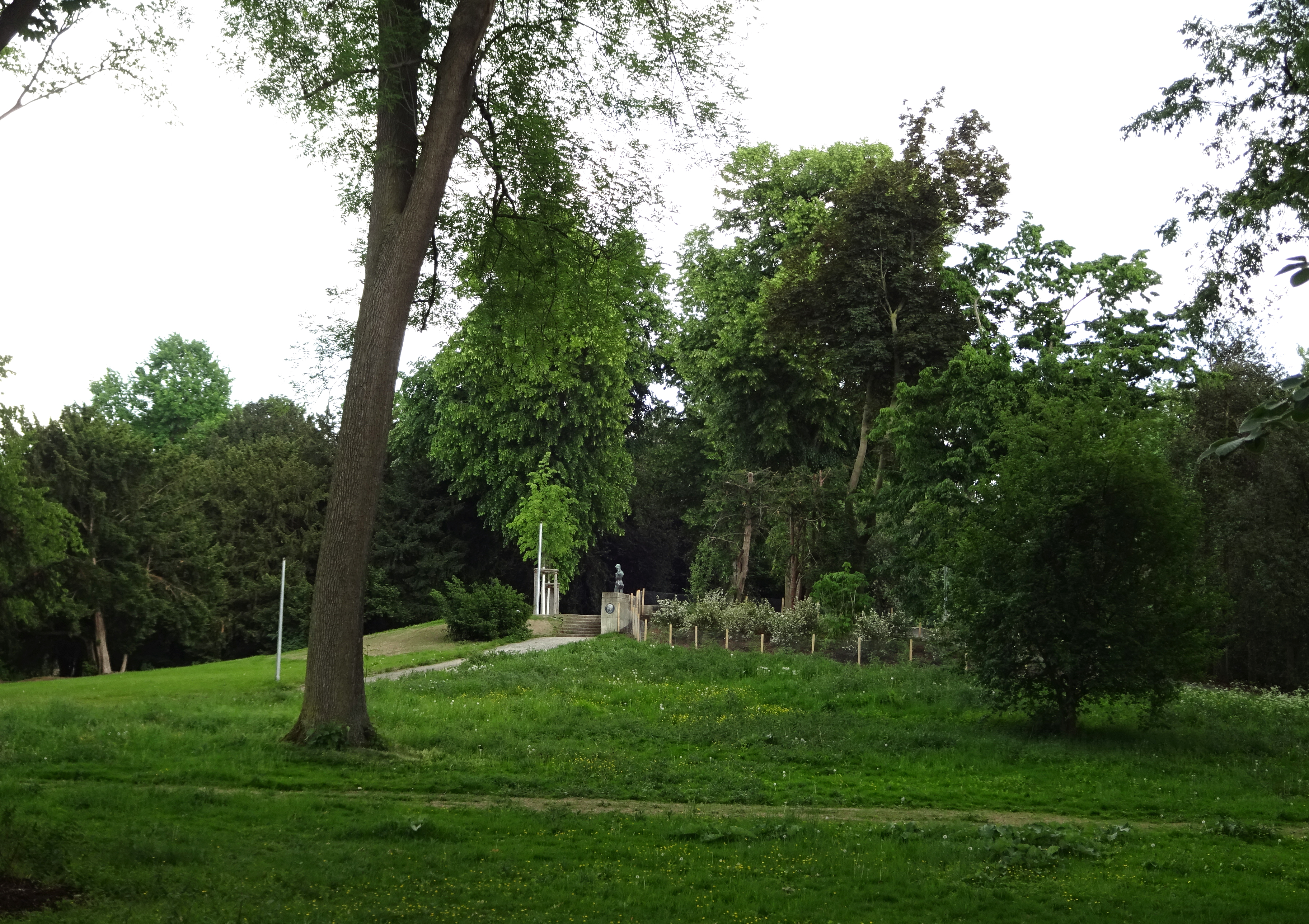
Westseite des Napoleonsbergs im Mai 2018
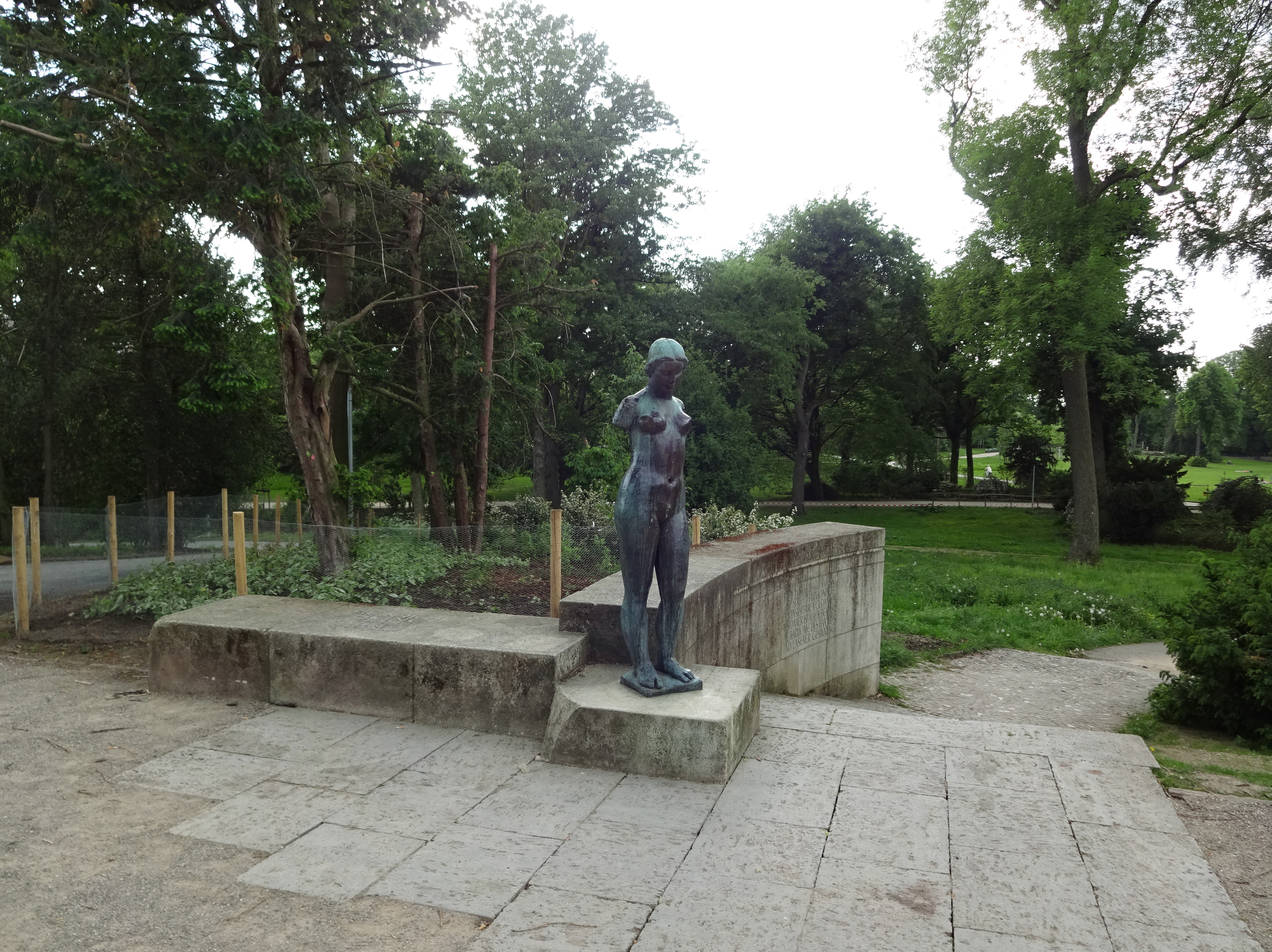
Heinrich-Heine-Denkmalanlage von Ivo Beucker mit Bronzeskulptur Harmonie von Aristide Maillol, 1953
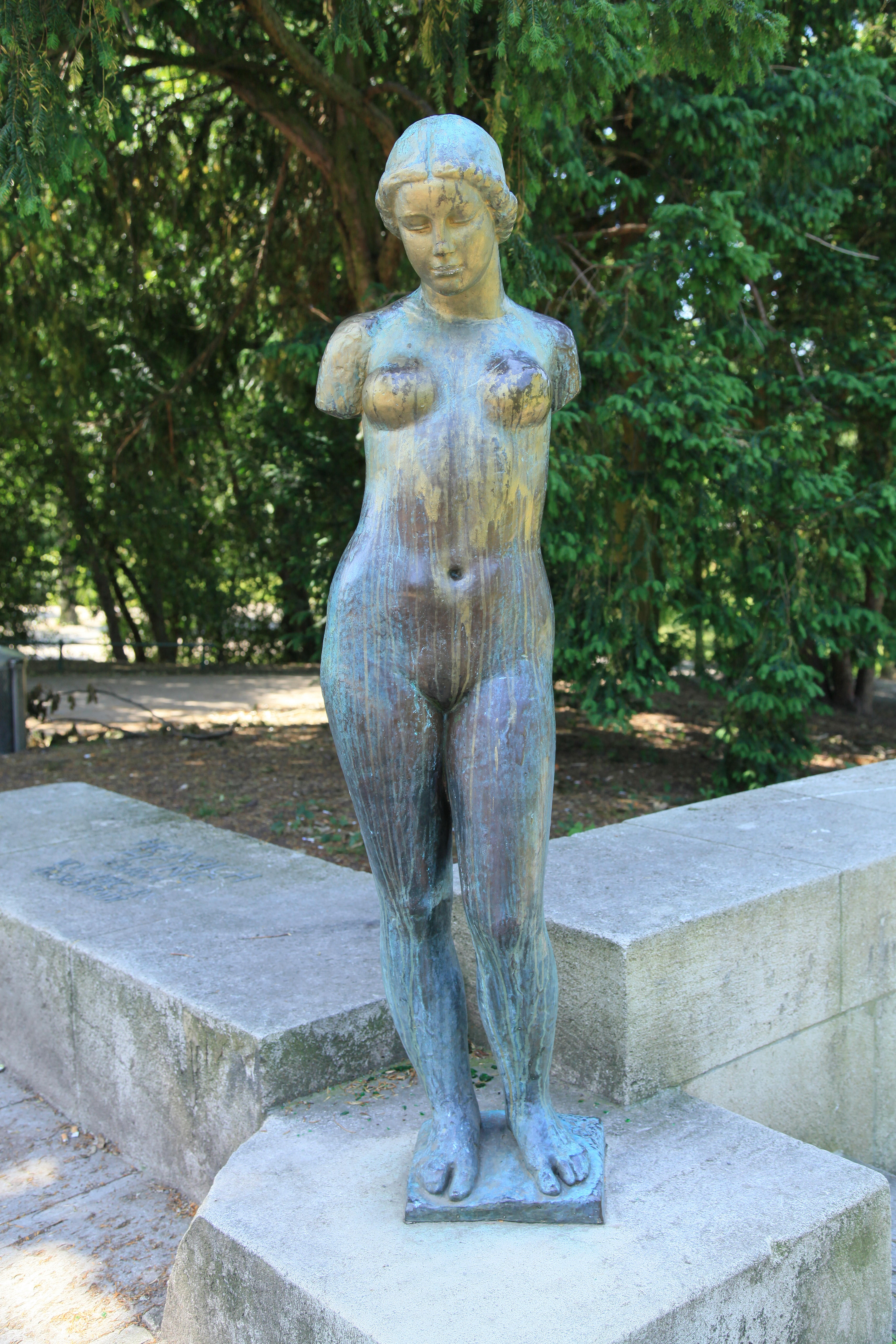
Bronzeskulptur Harmonie
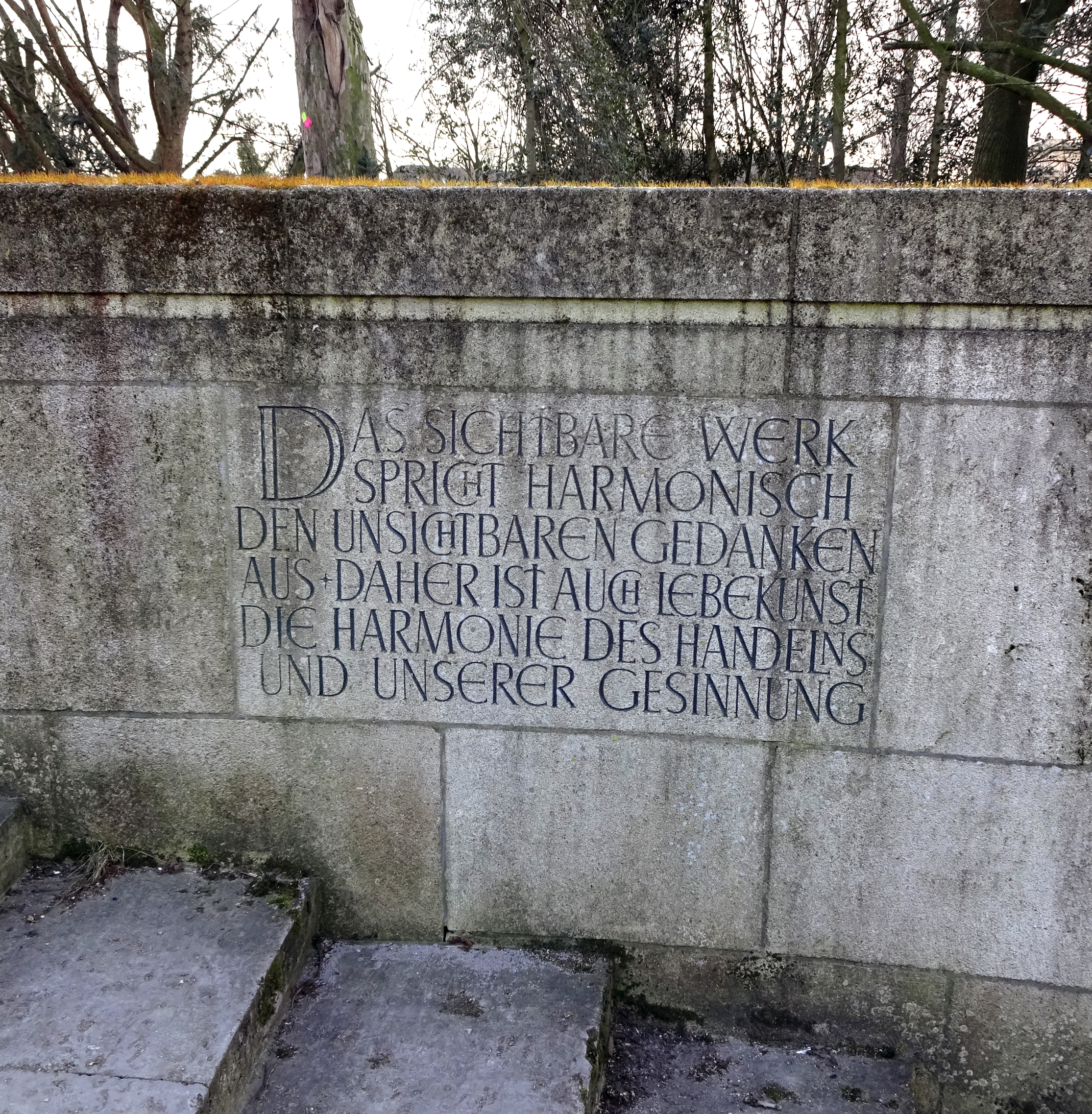
Inschrift auf der Natursteinmauer
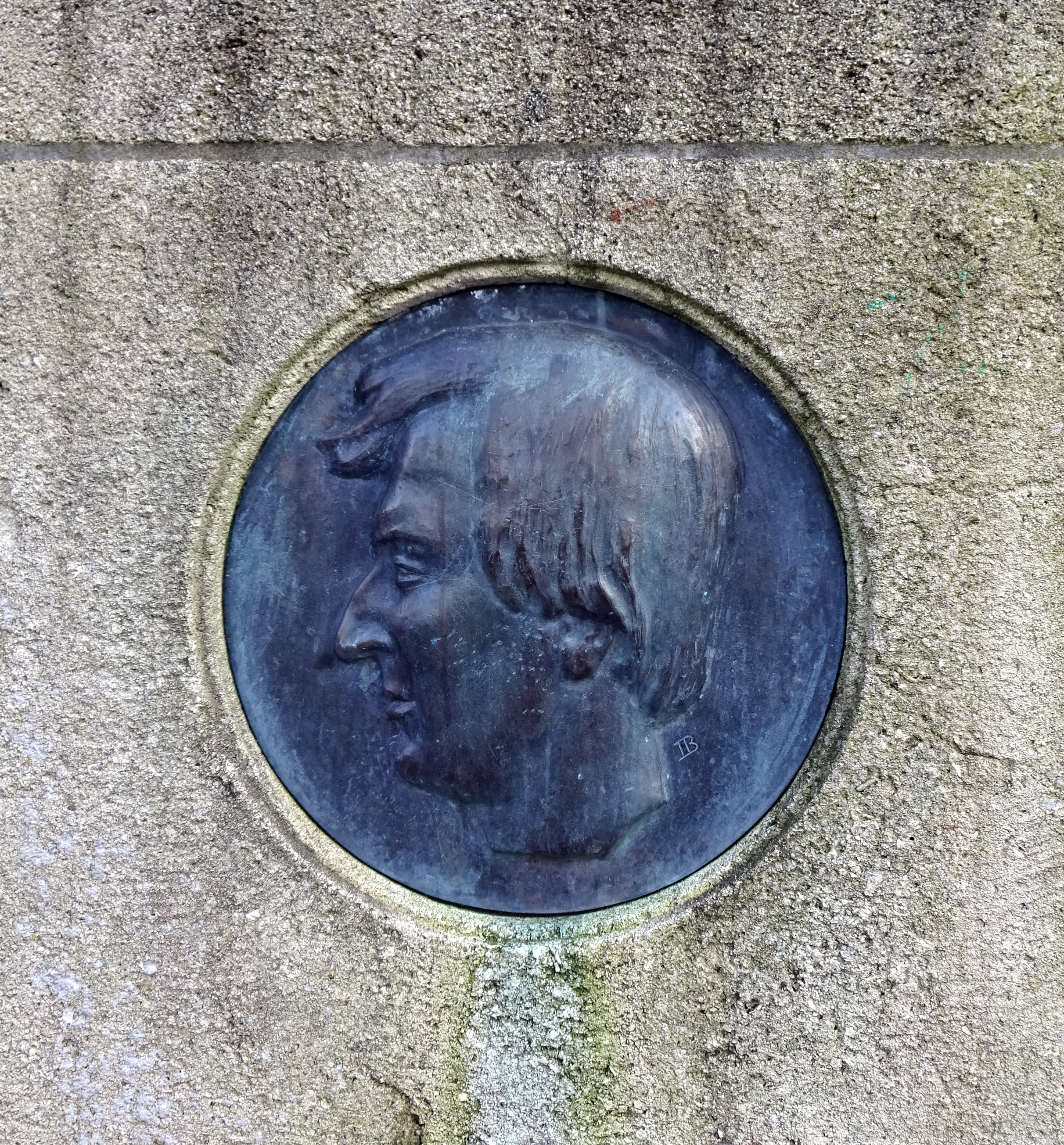
Heine-Medaillon von Ivo Beucker, 1952